# Julius Weismann
Julius Weismann (ur. 26 grudnia 1879 we Fryburgu Bryzgowijskim, zm. 22 grudnia 1950 w Singen) – niemiecki kompozytor.

## Życiorys
W dzieciństwie uczył się gry na fortepianie. Kompozycji uczył się w Monachium u Josefa Rheinbergera (1892) i Ludwiga Thuillego (1899–1902) oraz w Berlinie u Heinricha von Herzogenberga (1898–1899). Od 1906 roku działał we Fryburgu Bryzgowijskim jako pianista. W 1930 roku wspólnie z Erichem Dofleinem założył mistrzowską klasę fortepianu, którą prowadził do 1939 roku. Wspierał politykę władz III Rzeszy, za co otrzymał szereg wyróżnień. W 1936 roku otrzymał honorową profesurę.
Stworzył oryginalny styl muzyczny, oparty na elementach późnoromantycznych, niekiedy z wykorzystaniem harmoniki impresjonistycznej.

## Wybrane kompozycje
(na podstawie materiałów źródłowych)

### Utwory orkiestrowe
- 2 symfonie (I 1940, II 1940)
- 3 koncerty fortepianowe (I 1909–1910 zrewid. 1936, II 1941–1942, III 1942–1948)
- 4 koncerty skrzypcowe (I 1910–1911, II 1929, III 1942, IV 1943)
- Suita na fortepian i orkiestrę (1927)
- Koncert na flet, klarnet, fagot, trąbkę, kotły i smyczki (1930)
- Koncert na róg (1935)
- Koncert wiolonczelowy (1941–1943)
- Temat, wariacje i fuga na trautonium i orkiestrę (1943)
- Musik na fagot i orkiestrę (1947)

### Utwory kameralne
- Kwintet fortepianowy (1902)
- 13 kwartetów smyczkowych (I 1905, II 1907, III 1910, IV Fantastischer Reigen 1913, V 1914, VI 1918–1922, VII 1922, VIII 1929, IX 1931, X 1932, XI 1940, XII 1943–1945, XIII 1947)
- 3 tria fortepianowe (I 1908–1909, II 1916, III 1921)
- 4 sonaty skrzypcowe (I 1909, II 1917, III 1917, IV 1921)
- Sonata na flet (1941)
- Sonatina concertante na wiolonczelę i fortepian (1941)
- Trio na flet, klarnet i fagot (1942)
- Temat, wariacje i fuga na skrzypce i fortepian (1943)
- Sonata na altówkę (1945)

### Utwory wokalno-instrumentalne
- Macht hoch die Tür na sopran, chór i orkiestrę (1912)
- Psalm XC na baryton, chór i orkiestrę (1912)
- Die Wächterruf na sopran, baryton, chór i orkiestrę (1947–1950)

### Opery
- Schwanenweiss (1919–1920, wyst. Duisburg 1923)
- Ein Traumspiel (1922–1924, wyst. Duisburg 1925)
- Leonce und Lena (wyst. Mannheim 1924)
- Regina del lago (wyst. Karlsruhe 1928)
- Die Gespenstersonate (1929–1930, wyst. Monachium 1930)
- Die pfiffige Magd (1937–1938, wyst. Lipsk 1939)

### Balety
- Tanzphantasie (1910)
- Die Landsknechte: Totentanz (1936)
- Sinfonisches Spiel (1937)